# Cudillero
Cudillero (asztúriai nyelven Cuideiru) település Spanyolországban, Asztúria autonóm közösségben. Cudillero Valdés, Salas, Pravia és Muros de Nalón községekkel határos. Lakosainak száma 4896 fő (2024).

## Népesség
A település népessége az utóbbi években az alábbiak szerint változott:
| Lakosok száma | 6070 | 5998 | 5894 | 5797 | 5691 | 5369 | 5183 | 4987 | 4928 | 4896 |
|               | 2001 | 2004 | 2007 | 2009 | 2012 | 2014 | 2017 | 2019 | 2022 | 2024 |